# Ksar Loudaghir
Ksar Loudaghir (en arabe : قصر الوداغير) est un village fortifié dans la province de Figuig, région de l'Oriental à l'est du Maroc .